# IC 2982
IC 2982 est une galaxie lenticulaire située dans la constellation du Lion. Sa vitesse par rapport au fond diffus cosmologique est de 3 651 ± 21 km/s, ce qui correspond à une distance de Hubble de 53,9 ± 3,8 Mpc (∼176 millions d'al). Elle a été découverte par l'astronome français Guillaume Bigourdan en 1894. Plusieurs sources désignent aussi cette galaxie comme NGC 4004B.

## Groupe de NGC 4017
La galaxie IC 2982 est voisine de NGC 4004 et presque à la même distance que celle-ci. On pourrait même affirmer que les deux galaxies forment une paire en interaction au vu de la déformation de NGC 4004. C'est sans doute pour cette raison que les deux galaxies sont inscrites au catalogue des galaxies en interaction Vorontsov-Velyaminov.
Or, selon A.M. Garcia, la galaxie NGC 4004 fait partie d'un groupe de galaxies qui compte au moins quatre membres, le groupe de NGC 4017. Les autres membres du groupe sont NGC 4008, NGC 4016 et NGC 4017.
Abraham Mahtessian mentionne aussi un groupe dont fait partie NGC 4004, mais il n'y a que trois galaxies dans sa liste, NGC 4016 n'y figurant pas.
Il est étonnant que la galaxie IC 2982 ne figure dans aucune des deux listes. Elle fait sûrement partie du même groupe.